# 巴拉萨·贝拉
巴拉萨·贝拉（匈牙利語： 1928年4月6日—1991年5月10日）匈牙利经济学家、约翰·霍普金斯大学教授，世界银行顾问，因其关于购买力平价与跨国生产率差异之间的关系（巴拉萨-萨缪尔森效应）的研究而闻名。他还因在显示比较优势方面的工作而闻名。

## 生平
巴拉萨拥有布达佩斯大学的法律学位。1956年匈牙利革命后，他离开匈牙利前往奥地利，获得洛克菲勒基金会的资助，前往耶鲁大学学习，获得了硕士和博士学位。分别于1958年和1959年获得经济学学位。他获得了1959年的约翰·艾迪生·波特奖。巴拉萨还为世界银行做过广泛的咨询工作，担任有关发展和贸易政策的顾问。根据世界银行的权威历史，巴拉萨是“ 1970年代世界银行在贸易政策领域进行观念转变的主要推动者。”
除经济学外，巴拉萨还是一位着名的美食家，他编纂并定期更新了一份非正式的巴黎饮食指南。